# Giotto Bizzarrini

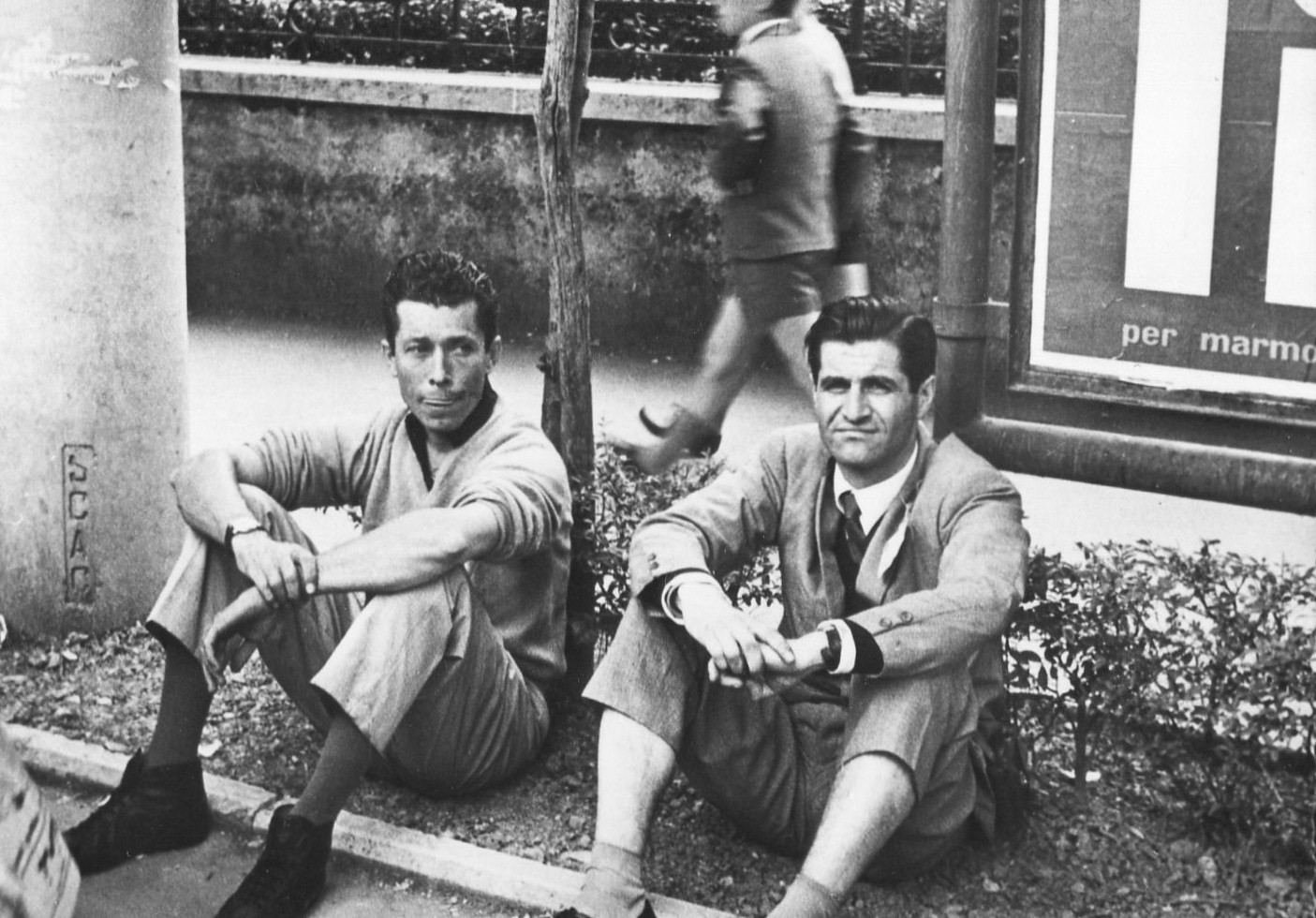
Giotto Bizzarrini (rechts) neben Olivier Gendebien 1960

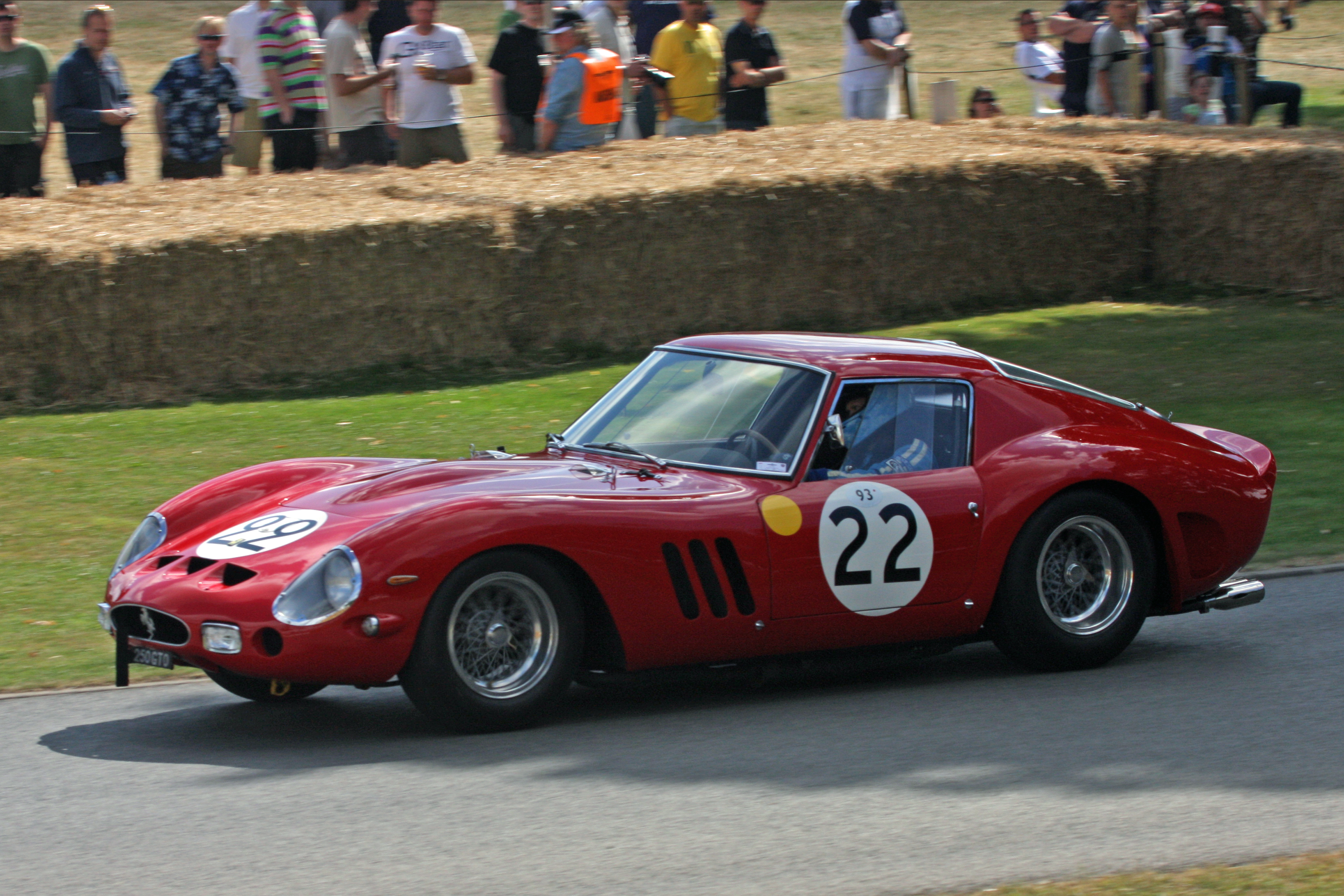
Von Giotto Bizzarrini konstruiert: Ferrari 250 GTO

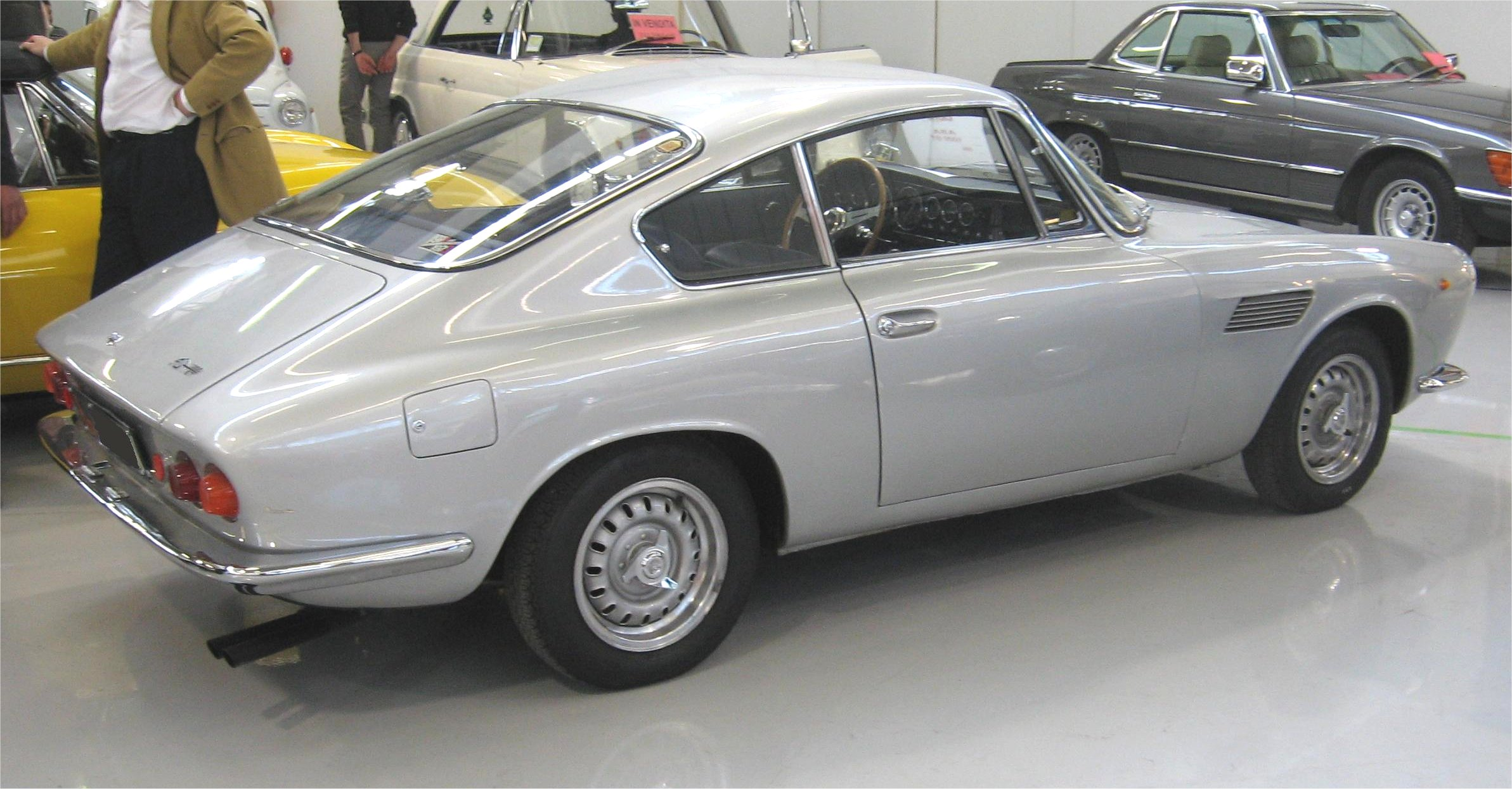
Der ASA 1000 GT

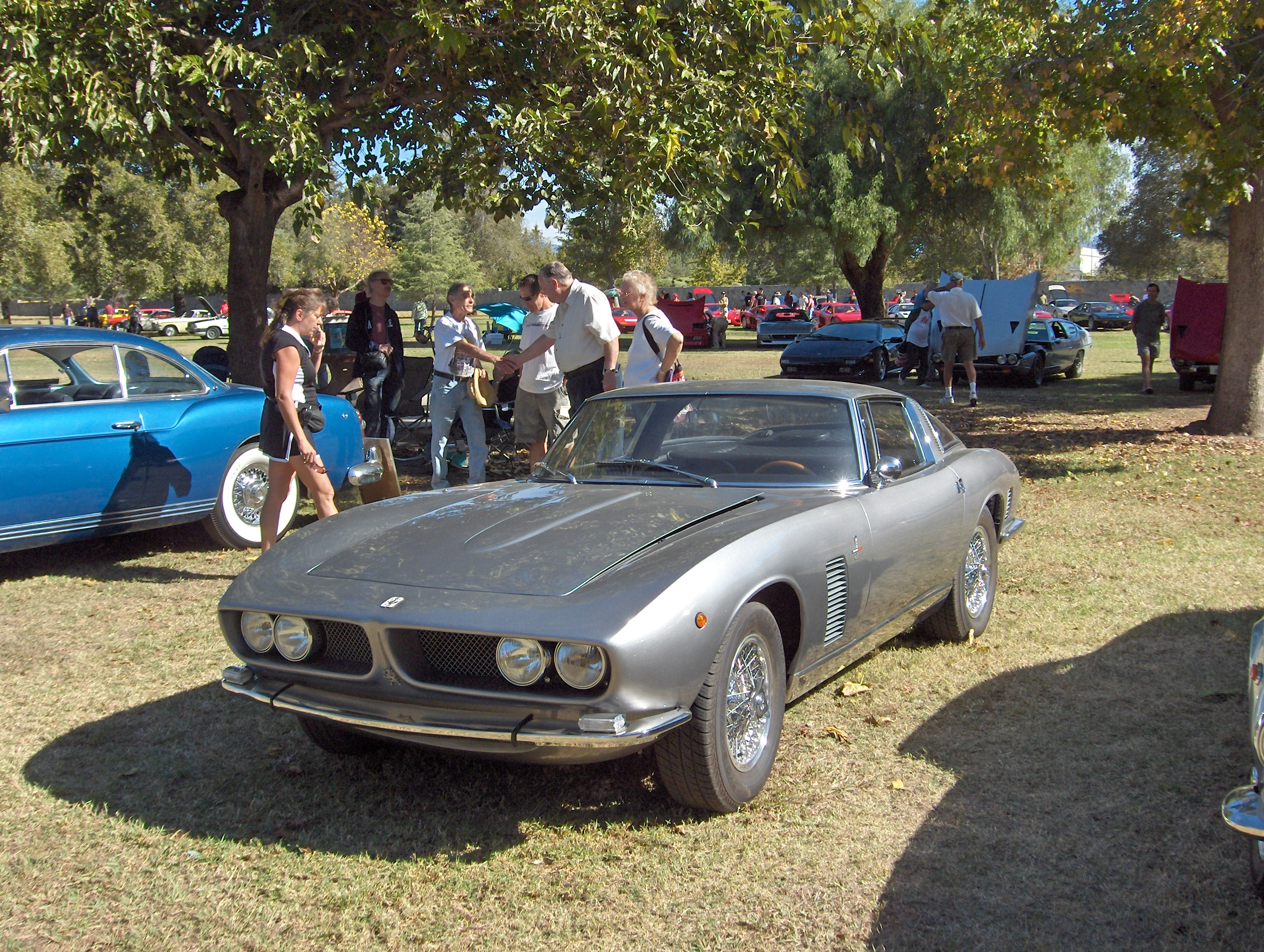
Bizzarrinis zweite Konstruktion für Iso Rivolta: Der Iso Grifo

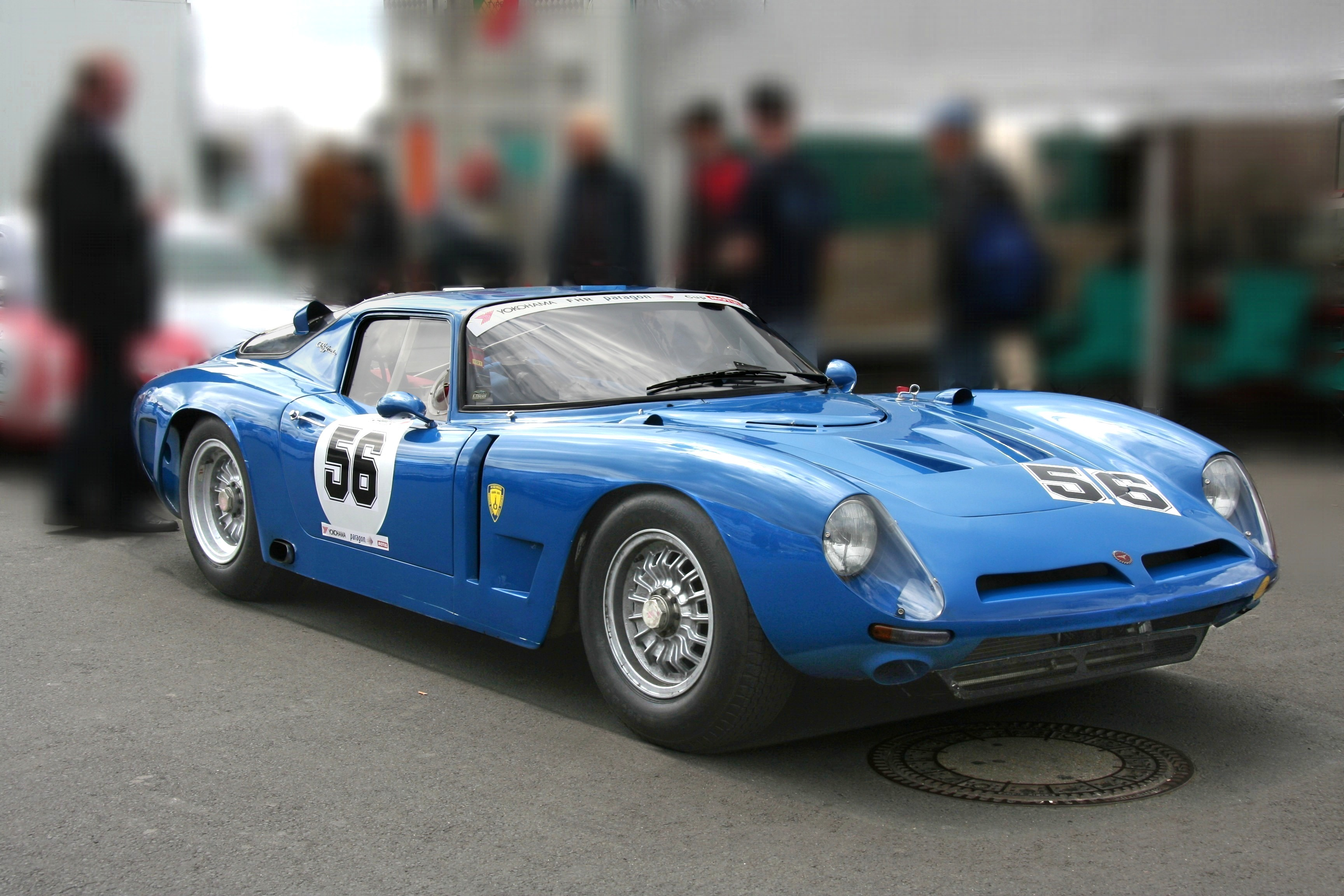
Die Rennsportversion des Grifo: Der Bizzarrini GT 5300

Giotto Bizzarrini (* 6. Juni 1926 in  Quercianella bei Livorno; † 13. Mai 2023  in Rosignano Marittimo) war ein italienischer Konstrukteur von Rennsportwagen.

## Biografie
Bizzarrini war der Sohn eines wohlhabenden Grundbesitzers aus der Toskana. Seine Leidenschaft für die Technik wurde ihm von seinem gleichnamigen Großvater in die Wiege gelegt, der mit Guglielmo Marconi an der Entwicklung der Funktelegrafie zusammengearbeitet hatte. Er war Diplom-Ingenieur mit Abschluss an der Universität Pisa. Bereits vor Abschluss des Studiums konstruierte er mit dem 500 Macchinetta sein erstes Auto; es blieb ein Einzelstück. Seine erste Beschäftigung fand Bizzarrini 1954 bei Alfa Romeo. Drei Jahre später wechselte er in die Entwicklungsabteilung von Ferrari. Wie schon bei Alfa Romeo arbeitete Bizzarrini hier mit Carlo Chiti zusammen. Der Ferrari 250 GT und nachfolgend vor allem der Ferrari 250 GTO waren seine Schöpfungen. Im Herbst 1961 kam es zu einer intensiven, sehr persönlich geführten Auseinandersetzung zwischen Enzo Ferrari und seiner Frau Laura Ferrari einerseits und dem damaligen Ferrari-Vertriebsleiter Girolamo Gardini andererseits, in deren Folge Gardini und fünf weitere Ferrari-Mitarbeiter entlassen wurden. Zu ihnen gehörten Giotto Bizzarrini und Carlo Chiti.
Im Februar 1962 gründeten Chiti, Bizzarrini und die anderen ehemaligen Ferrari-Mitarbeiter das Unternehmen Automobili Turismo e Sport (ATS), mit dem sie das Ziel verfolgten, Ferrari sowohl auf der Straße als auch auf der Rennstrecke ernsthafte Konkurrenz zu machen. Finanziers des Projekts waren zunächst Giorgio Billi und Jaime Ortiz-Patino. Kurz nach der Gründung des Unternehmens schloss sich vorübergehend auch der junge venezianische Unternehmer Conte Giovanni Volpi an. Bizzarrini verließ das Unternehmen nach wenigen Monaten, da er im Zusammenspiel mit Carlo Chiti nicht genug Raum fand, um seine Ideen zu verwirklichen.
Im Jahre 1962 gründete Giotto Bizzarrini in Livorno ein eigenes Design- und Konstruktionsbüro unter dem Namen Autostar, das 1964 in Società Prototipi Bizzarrini und ein Jahr später in Automobili Bizzarrini SpA umbenannt wurde. Giotto Bizzarrinis junges Unternehmen nahm zunächst Fremdaufträge im Bereich der Fahrzeug- und Triebwerksentwicklung an. Zu seinen frühen Arbeiten gehörte der Ferrari 250 GT SWB Breadvan, den Bizzarrini für die Scuderia Serenissima entwickelte; daneben war Bizzarrini an der Entwicklung des ASA 1000 GT beteiligt. Für Lamborghini entwarf er den Zwölfzylindermotor des Lamborghini 350 GTV und seiner Nachfolger 350 GT sowie 400 GT, und für Iso Rivolta konstruierte Bizzarrini den Iso Rivolta IR 300 wie auch den Iso Grifo. Ab 1963 produzierte Bizzarrini in Livorno eine Rennsportversion dieses Wagens, die anfänglich von Iso als Grifo A3/C verkauft wurde. Nachdem die Geschäftsbeziehung zu Renzo Rivolta 1965 im Streit beendet worden war, setzte Bizzarrini die Produktion des Sportwagens in eigenem Namen fort. Der als Bizzarrini GT 5300 bezeichnete Wagen war das erste Auto, das unter Bizzarrinis Namen verkauft wurde; Bizzarrini war zu einem Autohersteller geworden. Der GT 5300 war kein kommerzieller Erfolg. Giotto Bizzarrini, der sich nach eigenen Angaben nur um die technischen Fragen kümmerte, war in wirtschaftlichen Dingen überfordert. Sein Unternehmen war finanziell schlecht ausgestattet und konnte mangels Material die Nachfrage nur in geringem Maße erfüllen. Ein weiterer Rennsportwagen, der Bizzarrini P 538, wurde in nur vier Exemplaren hergestellt. Für eine Zusammenarbeit mit Opel entwickelte Bizzarrini noch eine verkleinerte Ausführung mit dem Namen Bizzarrini 1900 GT Europa, die jedoch wegen des Erfolgs des Opel GT nicht in die Serie ging. Angeblich wurden nur 17 Prototypen gebaut. 1969 wurde Bizzarrinis Unternehmen liquidiert. Bis dahin entstanden etwa 155 Fahrzeuge, die den Namen Bizzarrini trugen.
Nach der Auflösung des Unternehmens arbeitete er als Berater in der internationalen Automobilindustrie und er hielt Vorlesungen an der Universität in Rom. Bizzarrini entwarf seit den 1970er Jahren immer wieder Prototypen, die seinen Namen trugen. Eine Serienproduktion kam jedoch nie zustande.

## Statistik

### Einzelergebnisse in der Sportwagen-Weltmeisterschaft
| Saison | Team              | Rennwagen  | 1   | 2   | 3   | 4   | 5   | 6   | 7   | 8   | 9   | 10  |
| ------ | ----------------- | ---------- | --- | --- | --- | --- | --- | --- | --- | --- | --- | --- |
| 1973   | Giotto Bizzarrini | Bizzarrini | DAY | VAL | DIJ | MON | SPA | TAR | NÜR | LEM | ZEL | WAT |
| 1973   | Giotto Bizzarrini | Bizzarrini |     |     | DNF |     |     |     |     |     |     |     |